# ملح منصهر

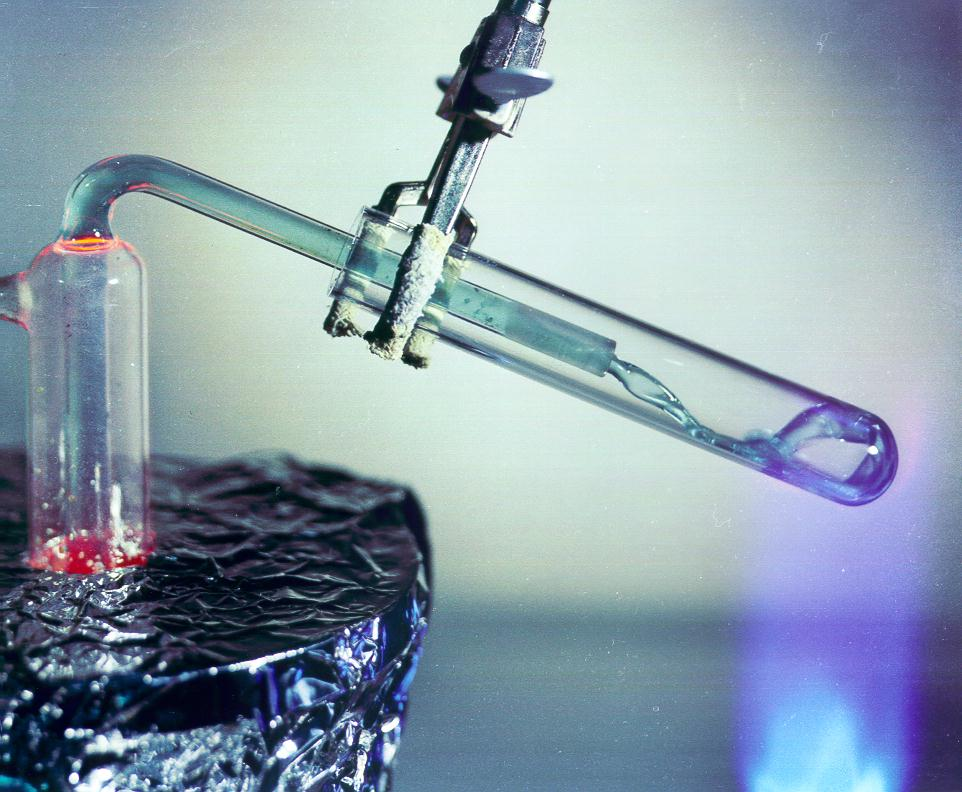
انصهار فلوريد الليثيوم والبيريليوم

الملح المنصهر هو ملح صلب عند وضعه في الظروف الطبيعية للضغط والحرارة، لكنه يتحول للحالة السائلة بسبب ارتفاع درجة حرارته. ويعتبر عند ذوبانه سائل أيوني.

## الاستخدامات
للاملاح المنصهرة مجموعة مختلفة من الاستخدامات، حيثُ يستخدم مصهور أملاح الكلوريد في عمليات المعالجة الحرارية، مثل التلدين للصلب. ويتم استخدام سيانيد وملح الكلوريد لتعديل أسطح السبائك كعملية الكربنة. ويستخدم الكريوليت (ملح الفلوريد) كمذيب لأكسيد الألمنيوم لإنتاج الألمنيوم في عملية هول-هيرو. والفلوريد والكلوريد والأملاح والهيدروكسيد يمكن أن تستخدم كمذيبات في المعالجة الحرارية للوقود النووي. كما يمكن استخدام مصهور أملاح (الفلوريد، والكلوريد والنترات) أيضاً في تخزين الطاقة الحرارية ونقل الحرارة.